# Alfons Ardura Altuna
Alfons Ardura Altuna   (Puerto Rico, 1876 - Barcelona, 5 d'abril de 1934) fou un militar, dirigent esportiu i polític espanyol.

## Biografia
Exercí com a militar a Puerto Rico fins que fou expatriat a la Península després de la derrota en la guerra hispano-estatunidenca de 1898. Establert a Barcelona, es casà amb la filla de Ramon Fernández Valdés, empresari del sector elèctric. El 1918 fou membre de la Junta Consultiva del Círculo de la Unión Mercantil Hispanoamericana i de l'Associació de Veïns del carrer de Balmes per a la promoció de la construcció del ferrocarril el 1924.
Practicava l'esgrima i era un destacat tirador que va guanyar diversos campionats d'Espanya de sabre, la seva millor arma. Va ser mestre d'armes en les modalitats de sabre i espasa de la Societat de Foment de l'Esgrima de Barcelona, de la qual també va ser president. Actiu en la gerència del món esportiu, de 1929 a 1931 fou president de la Federació Catalana d'Esgrima i el 1913-1914 fou president del Reial Club Deportiu Espanyol, encara que va amagar amb deixar el club quan va rebre el títol de "Reial" el 1912. També soci del Círculo Ecuestre i del Círculo Militar.
A les eleccions municipals de 1909 fou escollit regidor de l'ajuntament de Barcelona pel districte 8 a les files del Partit Republicà Radical. Fou membre de la Comissió de Festejos de l'Ajuntament de Barcelona i el 1910 li oferiren la presidència honorària del Barcelona Hockey Club.

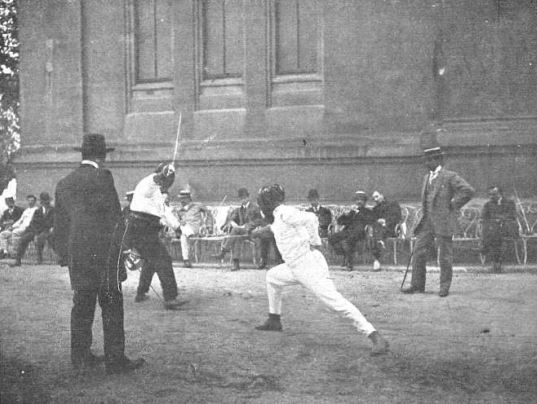
Combat d'esgrima entre Alfons Ardura i Manuel F. Creus.